# Pectoralis major
Pectoralis major eller Den store brystmuskel (fra latin: pectus, bryst) er en tyk bladformet muskel, placeret på brystet (anterior) af menneskekroppen. Den danner bulen på brystmusklen hos manden og ligger under brystet hos kvinden. Under pectoralis major findes pectoralis minor, en tynd triangulære muskel. I sportsverdenen, herunder bodybuilding, bliver musklen gerne refereret til som "pecs".

## Struktur
Den stammer fra den anteriore overflade af den sternale halvdel af kravebenet; fra bredden af halvdelen af den anteriore overflade af brystbenet, så langt nede som den syvende brusktilhæftning på det sjette eller syvende ribben; fra brusken på alle de rigtige ribben, med, ofte, undtagelse af første og syvende og fra den skrå bugmuskelssene.
Fra dette ekstensive udspring nærmer fibrene sig deres hæftning; dem der kommer fra kravebenet passere skråt ned og udad (lateralt), og er normalt separeret fra resten med et lille interval; dem fra den nedre del af brystbenet, og fra brusken fra de nederste ribben, løber opad og lateralt, mens de midterste fibre passerer horisontalt. 
De ender alle i en flad sene, omkring 5 cm i bredde, der går ind i den laterale kant af sulcus intertubercular på overarmsknoglen.

## Træning
En ofte brugt, og også effektiv træningsøvelse til brystmuskulaturen er bænkpres. Denne øvelse kan laves på mange måder, både med hældning op og ned på bænken, eller med stang eller håndvægte.
Yderligere er armstrækninger en velkendt øvelse, der også træner denne muskel.  

## Yderligere billeder
- Brystkassen set forfra, med pectoralis major til højre. (Den venstre er fjernet for at vise underliggende strukturer, herunder pectoralis minor.)
- Pectoralis major fremhævet på brystkassen.
- Anteriore overflade af brystbenet og ribbensbrusk, hvor den viser udspringene.
- Venstre kraveben. Superiore overflade, hvor den viser udspringene.
- Venstre kraveben. Inferiore overflade, hvor den viser udspringene.
- Venstre overarmsknogle Anteriort vue, hvor den viser udspringene.
- Den aksilære arterie og dens forgrening.
- Den brachiale arterie.
- Den højre brachiale plexus, med den korte forgreninger, set fra forsiden.
- Den højre brachiale plexus (infraclaviculare del) i den aksilære fossa; set nedenfra og fra front.
- Nerverne på den venstre øvre ekstremitet.
- Den venstre side af brystkassen.
- Overfladeanatomi af forsiden af brystkassen og maven.
- Pectoralis major muskel